# Omega Roberts
Omega Alamadine Roberts (Monrovia, 12 dicembre 1989) è un calciatore liberiano, difensore del BSK 1926 Baćevac.

## Palmarès

### Club

#### Competizioni nazionali
- Campionato camerunese: 1

Tika United: 2008-2009